# Палла, Эдуард
Эдуард Палла (нем. Eduard Palla; 1864—1922) — австрийский ботаник.

## Биография
Эдуард Палла родился 3 сентября 1864 года в городе Кремзир в Моравии. Учился в Кремзирской городской гимназии, в 1883 году поступил в Венский университет. Под влиянием А. Кернера, Ю. Виснера, Й. Бёма, Х. Молиша и Р. Веттштейна стал изучать ботанику. В 1887 году получил степень доктора философии с диссертацией, посвящённой анатомии и систематике растений семейства Осоковые.
С 1888 года Палла работал ассистентом Готлиба Хаберландта в Ботаническом институте Грацского университета. В 1891 году прошёл хабилитацию.
В 1900 году Палла отправился на остров Яву, до февраля 1901 года пребывал в Бейтензорге, предпринимая ботанические экскурсии, в том числе с Эрнстом Геккелем. Вернувшись в Грац, Палла существенно расширил гербарий Грацского университета палеотропическими осоковыми и грибами. В 1909 году Эдуард Палла был назначен экстраординарным профессором, в 1913 году — полным профессором Грацского университета.
7 апреля (встречается также дата 5 мая) 1922 года Эдуард Палла скончался.

## Некоторые научные публикации
- Palla, E. Zur kenntniss der Pilobolus-arten (неопр.) // Osterreich. bot. zeitschr.. — 1900. — Т. 50. — С. 349—370, 397—410.
- Palla, E. Cyperaceae. — Wien, 1906. — 33 p.